# Ryodaciet

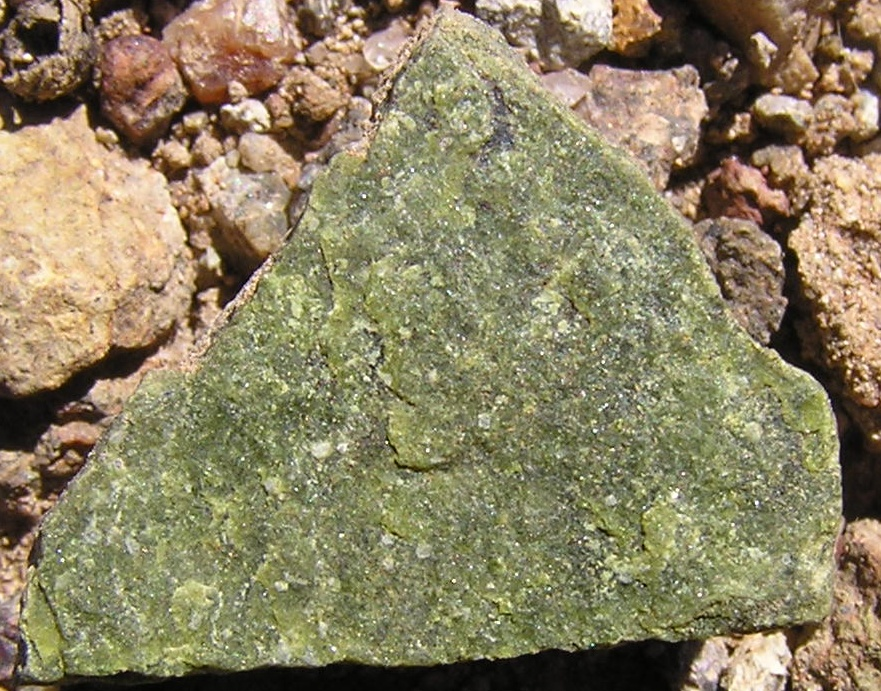
Groene ryodaciet

Ryodaciet is een vulkanisch gesteente dat een samenstelling tussen daciet en ryoliet heeft. Ryodaciet is de oppervlakte-variant (dat wil zeggen met een afanitische textuur - zeer kleine korrelgrootte) van granodioriet.